# Jean Catilinet
Jean Catilinet   (* ca. 1450; † ca. 1530) war ein französischer Franziskaner.
Jean Catilinet ist im Jahre 1509 historisch nachweisbar, Provinzial der burgundischen Franziskaner. Er wird in den Briefen und in der Streitschrift Expostulatio cum Joanne Catilineti aus dem Jahr 1510 von Heinrich Cornelius Agrippa von Nettesheim beschrieben. Vorausgegangen war ein theologischer Disput 1509  an der Universität von Dole zwischen Jean Catilinet und Agrippa von Nettesheim. Zeitweise war Jean Catilinet Hofprediger unter Margarete von Österreich.